# ドン・ショランダー
ドン・ショランダー（英語: Donald ("Don") Arthur Schollander、1946年4月30日 - ）は、アメリカ合衆国の男性競泳選手。夏季オリンピックで通算5個の金メダルを獲得している。

## 生い立ち
1946年、ノースカロライナ州シャーロットで生まれたショランダーは、フロリダで水泳を教えていたおじのニュートン・ペリーから競泳を学んだ。少年時代に家族と共にオレゴン州のレイクオスウィーゴに移った。ショランダーが最初に熱中したスポーツは、アメリカンフットボールであった。しかし、彼の学校のチームに加わるには背が低すぎた。その代わりにレイクオスウィーゴ高校の水泳チームに入ったショランダーは、1960年に新人ながらチームをオレゴン州水泳選手権で1位に導くのを助けた。

## オリンピック出場
1962年、ショランダーはカリフォルニア州サンタクララに移り、ジョージ・ヘインズの下で練習を始めた。2年後、18歳のショランダーはAAUの国内選手権で自由形3種目で優勝した。これらにより2つの個人種目と2つのリレー種目でアメリカ代表となり、数ヶ月後に行われた1964年東京オリンピックで、4つの金メダル獲得と3つの世界記録更新という快挙を納めた。これは1936年のベルリンオリンピックでジェシー・オーエンスが達成して以来となる、アメリカ人の1大会最多メダル獲得となった。この功績により、最高のアマチュアスポーツ選手に贈られるジェームスサリバン賞や、APアスリート・オブ・ザ・イヤーにおいて、ジョニー・ユナイタスを大差で破って受賞した。また、ABCのワイド・ワールド・オブ・スポーツのアスリート・オブ・ザ・イヤーにも選ばれた。

## 大学進学と2度目のオリンピック
イェール大学に進学したショランダーは、スカル・アンド・ボーンズやデルタ・カッパ・イプシロンに参加した。この時の仲間の一人が後の第43代アメリカ合衆国大統領、ジョージ・W・ブッシュだった。大学のチームではキャプテンを務め、全米大学体育協会選手権で3回1位に輝いている。1968年のメキシコシティオリンピックで2度目の五輪出場を果たし、200m自由形リレーでは金メダルを獲得するも、200m自由形では銀メダルに終わった。しかし、それが自身のベストであったと考えているという。オリンピック終了後、ショランダーは競泳から引退し活動の場をプールの外に移した。

## 引退後
ショランダーに成績に対する評価として、1965年に19歳で国際水泳殿堂入りしたほか、1983年には米国オリンピック殿堂に殿堂入りしている。また、オレゴン州スポーツ殿堂にも入っている。
1971年には、自分の水泳やチームメイト、コーチ陣について、また世界の水泳（特にオリンピック）における密室政治について記した「Deep Water」を上梓した。また、この続編として1974年には「Inside Swimming」を書いている。
ショランダーはレイクオスウィーゴに住み、不動産開発会社を経営している。ショランダーが獲得した金メダルは、レイクオスウィーゴのダウンタウンにあるバンク・オブ・アメリカの支店で公に展示されている。